# Расулов, Салимгерей Абдулатипович
Салимгере́й Абдулати́пович Расу́лов (дарг. Гӏябдулатипла дерхӏе Салимгерей, 19 ноября 1986, Губден, Дагестанская АССР, РСФСР, СССР) — российский боец смешанных единоборств, абсолютный чемпион России среди профессионалов по версии FCF — MMA. В мае 2007 года в городе Петушки Владимирской области стал чемпионом России по кикбоксингу. чемпион мира по панкратиону (Латвия, 2009), чемпион мира по смешанным единоборствам (Португалия, 2009), чемпион мира по ушу-саньда среди профессионалов (Италия, 2007) серебряный призёр чемпионата мира по рукопашному бою (Москва, 2015). Бывший чемпион лиги ACA в тяжёлом весе.

## Карьера
В 2006 году начал выступать по правилам профессионального ММА. С 2011 года, вёл серию из 6-ти побед, но в 2013 году его соперник Питер Грахам оборвал серию и забрал победу нокаутом, после чего был перерыв до 2015 года. В 2015 году дебютировал в лиге АСВ, на турнире ACB 14 — «Grand Prix 2015». Ведёт серию из 4-х побед, 2 из которых нокауты.
Выступая в Лиге АСВ Салимгерей показывает зрелищные бои. Он предпочитает работать в правше и использовать ударную технику, имеет мощный удар правой. На турнире ACB 24 — «Grand Prix 2015» Салимгерей нокаутировал Михаила Андришака за 25 секунд первого раунда именно хуком справа. 6 февраля 2016 году состоялся бой за титул в тяжелом весе на турнире АСВ 29 в Варшаве, Расулов одержал победу над Зелимханом Умиевым и завоевал пояс ACB.
В декабре 2016 на ACB 50 в Санкт-Петербурге уступил решением судей Денису Гольцову по итогам 5-раундов пояс чемпиона ACB в тяжёлом весе.
Чемпион России по рукопашному бою 2020 в г. Орел. Чемпион Европы 2020 Беларусь г. Минск.
26 марта 2022 года стал чемпионом АСА в тяжёлом весе.

## Статистика ММА
| Боёв 31  | Побед 23 | Поражений 8 |
| -------- | -------- | ----------- |
| Нокаутом | 15       | 3           |
| Решением | 7        | 5           |
| Другие   | 1        | 0           |

| Результат | Рекорд | Соперник            | Способ                                          | Турнир                                                          | Дата             | Раунд | Время | Место                   | Примечание                       |
| --------- | ------ | ------------------- | ----------------------------------------------- | --------------------------------------------------------------- | ---------------- | ----- | ----- | ----------------------- | -------------------------------- |
| Поражение | 23-8   | Алихан Вахаев       | Решением (единогласным)                         | ACA 143: Гасанов - Фролов                                       | 27 августа 2022  | 5     | 5:00  | Краснодар, Россия       | Уступил титул АСА в тяжёлом весе |
| Победа    | 23-7   | Тони Джонсон        | Техническим нокаутом (удары)                    | ACA 138: Вагаев — Гаджидаудов                                   | 27 марта 2022    | 1     | 1:40  | Грозный, Россия         |                                  |
| Победа    | 22-7   | Дмитрий Побережец   | Решением (единогласным)                         | ACA 129: Сарнавский — Магомедов                                 | 24 сентября 2021 | 3     | 5:00  | Москва, Россия          |                                  |
| Победа    | 21-7   | Денис Смолдарев     | Техническим нокаутом (добивание)                | ACA 120: Фроес — Хасбулаев                                      | 26 марта 2021    | 2     | 2:33  | Санкт-Петербург, Россия |                                  |
| Победа    | 20-7   | Адам Богатырёв      | Решением (единогласным)                         | ACA 116: Балаев — Фроес                                         | 18 декабря 2020  | 3     | 5:00  | Москва, Россия          |                                  |
| Победа    | 19-7   | Евгений Голуб       | Техническим нокаутом                            | Strike FC 4 King of Warriors 3 / Strike Fighting Championship 4 | 2 декабря 2019   | 1     | 0:50  | Москва, Россия          |                                  |
| Победа    | 18-7   | Таннер Бозер        | Решением (единогласным)                         | ACB 90 Moscow                                                   | 10 ноября 2018   | 3     | 5:00  | Москва, Россия          |                                  |
| Победа    | 17-7   | Евгений Ерохин      | Техническим нокаутом (остановка углом)          | ACB 67 Cooper vs. Berkhamov                                     | 19 августа 2017  | 1     | 5:00  | Грозный, Россия         |                                  |
| Поражение | 16-7   | Денис Гольцов       | Решением (единогласным)                         | ACB 50 Stormbringer                                             | 18 декабря 2016  | 5     | 5:00  | Санкт-Петербург, Россия |                                  |
| Победа    | 16-6   | Зелимхан Умиев      | Решением (единогласным)                         | ACB 29 — Poland                                                 | 6 февраля 2016   | 5     | 5:00  | Варшава, Польша         |                                  |
| Победа    | 15-6   | Михал Андришак      | Нокаутом (удары)                                | ACB 24 — Grand Prix Berkut 2015 Final                           | 24 октября 2015  | 1     | 0:25  | Москва, Россия          |                                  |
| Победа    | 14-6   | Мухомад Вахаев      | Решением (раздельным)                           | ACB 19 — Grand Prix Berkut 2015 Stage 6                         | 30 мая 2015      | 3     | 5:00  | Калининград, Россия     |                                  |
| Победа    | 13-6   | Алекс Сандри        | Техническим нокаутом                            | ACB 14 — Grand Prix 2015                                        | 28 февраля 2015  | 2     | N/A   | Грозный, Россия         |                                  |
| Поражение | 12-6   | Питер Грэм          | Техническим нокаутом (удары)                    | Global Fight Club — GFC Challenge                               | 2 июня 2013      | 2     | 1:02  | Краснодар, Россия       |                                  |
| Победа    | 12-5   | Д’Анджело Маршал    | Решением (единогласным)                         | Draka — Pro Draka MMA                                           | 24 ноября 2012   | 3     | 3:00  | Хабаровск, Россия       |                                  |
| Победа    | 11-5   | Эстевес Джонс       | Неопределен                                     | VMAU — Headhunting                                              | 12 октября 2012  | 0     | 0:00  | Вологда, Россия         |                                  |
| Победа    | 10-5   | Теймураз Кочиев     | Нокаутом (удар)                                 | PRB FCF-MMA — All-Russian Professional Championship             | 8 июля 2012      | 2     | 0:12  | Гудермес, Россия        |                                  |
| Победа    | 9-5    | Марчин Розальский   | Решением (раздельным)                           | Draka 7 — Governor’s Cup 2012                                   | 26 мая 2012      | 3     | 3:00  | Владивосток, Россия     |                                  |
| Победа    | 8-5    | Евгений Тимановский | Нокаутом (удар)                                 | Fight Star European MMA Cup                                     | 26 апреля 2012   | 1     | 0:30  | Нижний Новгород, Россия |                                  |
| Победа    | 7-5    | Ллойд Мэршбэнкс     | Нокаутом (удар)                                 | Fight Star — Taktarov’s Cup                                     | 11 февраля 2012  | 1     | 1:25  | Орёл, Россия            |                                  |
| Победа    | 6-5    | Сергей Толькачев    | Техническим нокаутом (удары)                    | VT — Vale Tudo 2                                                | 10 декабря 2011  | 1     | 1:40  | Зеленоград, Россия      |                                  |
| Поражение | 5-5    | Евгений Бабич       | Нокаутом (удар)                                 | UAMA — Warrior’s Honor 6                                        | 4 ноября 2011    | 1     | 0:00  | Харьков, Украина        |                                  |
| Поражение | 5-4    | Юрий Горбенко       | Решением (единогласным)                         | Fight Star — Anapa                                              | 22 июля 2011     | 3     | 5:00  | Анапа, Россия           |                                  |
| Победа    | 5-3    | Ладо Чочишвили      | Техническим нокаутом (удары)                    | ProFC — Union Nation Cup 12                                     | 22 января 2011   | 1     | 0:00  | Тбилиси, Грузия         |                                  |
| Поражение | 4-3    | Константин Глухов   | Техническим нокаутом (удары)                    | International League MMA — Oleg Taktarov Cup                    | 26 ноября 2010   | 2     | 1:52  | Саранск, Россия         |                                  |
| Победа    | 4-2    | Евгений Бабич       | Нокаутом (удар ногой в голову)                  | International League MMA — Oleg Taktarov Cup                    | 26 ноября 2010   | 1     | 3:15  | Саранск, Россия         |                                  |
| Победа    | 3-2    | Роман Мирзоян       | Техническим нокаутом (отказ от продолжения боя) | ProFC — Union Nation Cup 9                                      | 22 октября 2010  | 1     | 2:35  | Нальчик, Россия         |                                  |
| Поражение | 2-2    | Дмитрий Побережец   | Решением (раздельным)                           | ProFC — Union Nation Cup 7                                      | 6 августа 2010   | 2     | 5:00  | Ростов-на-Дону, Россия  |                                  |
| Победа    | 2-1    | Дэвид Саакьян       | Техническим нокаутом (удары)                    | ProFC — Union Nation Cup 5                                      | 13 февраля 2010  | 1     | 2:02  | Нальчик, Россия         |                                  |
| Поражение | 1-1    | Магомед Хапизов     | Решением (единогласным)                         | M-1 Challenge — 2009 Selections 9                               | 3 ноября 2009    | 2     | 5:00  | Санкт-Петербург, Россия |                                  |
| Победа    | 1-0    | Бруно Фернандес     | Неопределен                                     | WUFC — Trofeu Feira 13                                          | 22 августа 2007  | 0     | 0:00  | N/A                     |                                  |